# Kranzberg
Kranzberg este o comună din landul Bavaria, Germania.